# 이스라엘의 지리

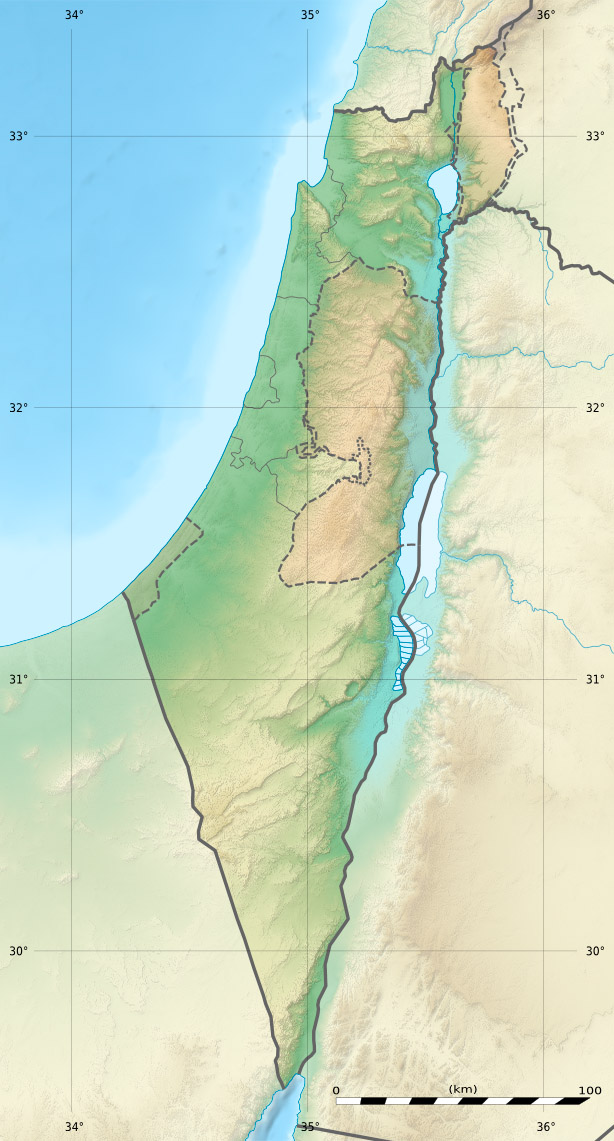

이스라엘의 지형은 매우 다양하다. 남쪽은 사막 이고 북쪽은 눈 덮인 산이다. 이스라엘은 서아시아의 지중해 동쪽 끝에 위치하고 있다. 북쪽은 레바논, 북동쪽은 시리아, 동쪽은 요르단, 남서쪽은 이집트와 경계를 이루고 있다. 이스라엘의 서쪽에는 지중해가 있는데, 이는 이스라엘의 273km(170마일) 해안선 대부분을 차지한다. 이스라엘은 남쪽 홍해에 작은 해안선을 가지고 있다.